# Micromelania
Micromelania is een geslacht van uitgestorven weekdieren uit de klasse van de Gastropoda (slakken).

## Soorten
- Micromelania applanata (Fuchs, 1873) †
- Micromelania bielzi (Brusina, 1902) †
- Micromelania capellinii Wenz, 1925 †
- Micromelania carinatolineata Pavlović, 1927 †
- Micromelania cerithiopsis Brusina, 1874 †
- Micromelania coelata Brusina, 1874 †
- Micromelania cricovensis Papaianopol & Macaleț, 2004 †
- Micromelania cylindrica Lörenthey, 1902 †
- Micromelania dictyophora Brusina, 1897 †
- Micromelania dimitrijevici Pavlović, 1932 †
- Micromelania dinici Pavlović, 1927 †
- Micromelania elongatissima (Pantanelli, 1877) †
- Micromelania freyeri Brusina, 1897 †
- Micromelania fuchsiana Brusina, 1874 †
- Micromelania gorianovici Andrusov, 1897 †
- Micromelania gracilis Brusina, 1892 †
- Micromelania impressa Wenz, 1925 †
- Micromelania laevigata Pavlović, 1927 †
- Micromelania laevis (Fuchs, 1870) †
- Micromelania lapadensis Lörenthey, 1893 †
- Micromelania leobersdorfensis Papp, 1953 †
- Micromelania letochae (Fuchs, 1873) †
- Micromelania lineolata Brusina, 1892 †
- Micromelania loczyi Lörenthey, 1894 †
- Micromelania menisi Brusina, 1902 †
- Micromelania metochiana Milošević, 1971 †
- Micromelania minima Pavlović, 1927 †
- Micromelania monilifera Brusina, 1874 †
- Micromelania monolithica (Bukowski, 1896) †
- Micromelania nuda Jekelius, 1932 †
- Micromelania obradovici Brusina, 1902 †
- Micromelania orientalis Willmann, 1981 †
- Micromelania pantanellii Wenz, 1925 †
- Micromelania phrygica (Oppenheim, 1919) †
- Micromelania picta Seninski, 1905 †
- Micromelania proni Milošević, 1971 †
- Micromelania ramacanensis Neubauer, Harzhauser, Kroh, Georgopoulou & Mandic, 2014 †
- Micromelania rumana Papaianopol & Macaleț, 2004 †
- Micromelania sandrii Brusina, 1902 †
- Micromelania scobina Brusina, 1897 †
- Micromelania serratula Brusina, 1878 †
- Micromelania soceni Jekelius, 1944 †
- Micromelania stefaniana (Pantanelli, 1879) †
- Micromelania striata Gorjanović-Kramberger, 1890 †
- Micromelania subcaspia Andrusov, 1923 †
- Micromelania subsyrmica (Sinzov, 1896) †
- Micromelania subula (Fuchs, 1870) †
- Micromelania sulculata Brusina, 1892 †
- Micromelania tauberi Sauerzopf, 1952 †
- Micromelania toroki (Lörenthey, 1894) †
- Micromelania tricarinata Lörenthey, 1893 †
- Micromelania turritellina Brusina, 1897 †
- Micromelania viquesneli Pavlović, 1903 †
- Micromelania zalaensis Strausz, 1940 †
- Micromelania zitteli (Schwartz von Mohrenstern, 1864) †